# Стокротки
Стокро́тки (Bellis) — рід рослин з родини складноцвітих.
Слово стокротка походить з пол. stokrotka, утвореного від stokroć («сто разів», «сто крат»): з огляду на велику кількість пелюсток квітки.

## Поширення
Рід нараховує півтора десятка багаторічних видів, поширених на Кавказі, в Європі, Малій Азії, Америці.

## Екологія
Зацвітають стокротки на початку травня, оскільки листя і пуп'янки, закладені з осені, добре зберігаються під снігом. Найрясніше вони цвітуть навесні і в першій половині літа, але якщо стоїть волога прохолодна погода, пуп'янки розкриваються до холодів.

## Види
За даними спільного енциклопедичного інтернет-проєкта із систематики сучасних рослин Королівських ботанічних садів у К'ю і Міссурійського ботанічного саду «The Plant List» рід містить 14 прийнятих видів:
- Bellis annua L.
- Bellis azorica Hochst.
- Bellis bernardii Boiss. & Reut.
- Bellis caerulescens (Coss.) Coss. ex Ball
- Bellis cordifolia (Kunze) Willk.
- Bellis dubia Spreng.
- Bellis hyrcanica Woronow
- Bellis longifolia Boiss. & Heldr.
- Bellis microcephala Lange
- Bellis pappulosa Boiss. ex DC.
- Bellis perennis L.
- Bellis pusilla (N.Terracc.) Pignatti
- Bellis rotundifolia (Desf.) Boiss. & Reut.
- Bellis sylvestris Cirillo